# Narcís Casanoves i Bertran
Narcís Casanoves i Bertran (Sabadell, el Vallès Occidental, principis de febrer de 1747 - la Vinya Vella, Esparreguera, el Baix Llobregat, 1 d'abril de 1799) fou un compositor, organista i monjo benedictí català de l'escola de Montserrat.

## Biografia
Casanoves era fill d'adroguers. El seu pare, Narcís Casanoves i Portell (1719-1750), era una persona considerada a Sabadell, ja que durant anys va formar part del consistori municipal i fins i tot en fou batlle en diverses ocasions. Vers els nou anys va ingressar a l'escolania de Montserrat i estudià música sota el mestratge de Josep Martí, Benet Julià i Benet Valls, que va ser el seu mestre d'orgue, instrument en què excel·lí com a intèrpret i va ser considerat un dels millors de la seva generació. L'any 1763, en setze anys, va ingressar com a monjo al monestir. En el qual, els monjos valoraren tant la capacitat musical com el caràcter afable i alegre, que es feia estimar de tothom.
Musicalment, va excel·lir com a organista, com a hàbil improvisador i com a compositor, emmarcat dins l'anomenat estil galant, precursor del Classicisme. Sobretot va destacar en l'orgue, instrument que va ser el seu preferit durant tota la seva vida, en el qual va excel·lir per la seva capacitat d'improvisació i per la facilitat tècnica i agilitat de mans que tenia, a més de la bellesa formal i musical de les seves composicions. Els anys compressos entre 1784 i 1799 foren el període on el compositor va escriure la major part de les seves obres vocals que se li coneixen, obres totes per al servei litúrgic de Montserrat, amb acompanyament d'orgue i/o d'orquestra. La seva música, tant purament instrumental com la vocal, va causar admiració en el seu temps, i després de la seva mort, tant per la bellesa formal i melòdica com per l'expressivitat i recta dicció del text llatí. Casanoves va tenir molts deixebles, alguns dels quals van esdevenir músics notables a Catalunya; entre d'altres podem destacar Josep Vinyals i Galí, Jacint Boades i Casanoves, Benet Brell i Cols; Ramon Marsal i Bogunyà, Pau Marsal i Bogunyà; Josep Marinel·lo i Guardiola, etc.
L'obra musical de Casanoves, editada en bona part, comprén unes seixanta-cinc obres per a tecla, en les quals domina el gènere sonata monotemàtica, en dues parts; també va escriure obra per orgue, com són els passos i els partits de mà dreta i de mà esquerra destinada als apranents d'orgue i clavecí. L'obra coral, recollida gairebé tota en un volum manuscrit, ofereix una llista de seixante-tres obres, destinades totes a la litúrgia o a les celebracions religioses de Montserrat, totes amb llatí. Va escriure música vocal en llatí, per a veus soles, amb acompanyament d'orgue i d'orquestra i moltes obres per a tecla. Se li coneixen misses, magníficats, responsoris, lamentacions, antífones marianes i lletanies. Destaquen especialment els 18 Responsoris per al tridduum pasqual i els Responsoris de Nadal.
Els darrers anys de la seva vida, es dedicà a formar musicalment els escolans. Casanoves va morir a la Vinya Vella, un mas que els monjos tenien prop d'Esparreguera, on s'havia retirat a fer repòs per prescripció mèdica.

## Obra
Aquesta és una llista d'obres classificades per instrumentació:

### Obra per a teclat
Narcís Casanoves té un catàleg de 65 obres per a teclat, publicades a Mestres de l'Escolania de Montserrat (MEM).
| Obra                                           | Tonalitat                   | Lloc de publicació      |
| ---------------------------------------------- | --------------------------- | ----------------------- |
| Cantabile                                      | Re M                        | MEM, XV/19, p. 99-102   |
| Cantabile                                      | Re M                        | MEM, XV/20, p. 103-107  |
| Cantabile                                      | Re m                        | MEM, XV/21, p. 108-111  |
| Cantabile                                      | Do m                        | MEM, XV/22, p. 112-115  |
| Correado                                       | La M                        | MEM, XV/17, p. 89-93    |
| Correjat                                       | Re m                        | MEM XV/18, p. 94-98     |
| Fuga                                           | Re M                        | MEM XV/1, p. 1-8        |
| Fuga                                           | Fa M                        | MEM XV/2, p. 9-15       |
| Fugace                                         | Si {\displaystyle \flat } M | MEM XV/14, p. 75-80     |
| Partit de dos Tiples                           | Fa M                        | MEM XV/8, p. 47-50      |
| Partit de Baix                                 | Fa M                        | MEM XV/10, p. 54-57     |
| Partit de Baix                                 | Re M                        | MEM XV/11, p. 58-63     |
| Partit de Baixó                                | Re M                        | MEM XV/12, 64-69        |
| Pas                                            | Sol m                       | MEM XV/3, p. 16-23      |
| Pas                                            | Do M                        | MEM XV/4, p. 24-30      |
| Paso                                           | Fa M                        | MEM IV/I, p. 139-144    |
| Paso                                           | Re M                        | MEM IV/II, p. 145-155   |
| Paso                                           | Re M                        | MEM IV/III, p. 156-163  |
| Paso                                           | La m                        | MEM IV/IV, p. 164-174   |
| Paso                                           | Do M                        | MEM IV/V, p. 175-180    |
| Paso                                           | La m                        | MEM IV/VI, p. 181-187   |
| Paso                                           | Re m                        | MEM IV/VII, p. 188-189  |
| Paso                                           | Re m                        | MEM IV/VIII, p. 190-193 |
| Paso                                           | Fa M                        | MEM IV/IX, p. 194-198   |
| Paso                                           | Fa M                        | MEM IV/X, p. 199-202    |
| Paso                                           | Re m                        | MEM IV/XI, p. 203-204   |
| Paso                                           | Re m                        | MEM IV/XII, p. 205-207  |
| Paso                                           | Re m                        | MEM IV/XIII, p. 208-211 |
| Paso                                           | Mode de Re                  | MEM IV/XIV, p. 212-215  |
| Paso                                           | Fa M                        | MEM IV/XV, p. 216-221   |
| Pas sobre Regina Coeli                         | Fa M                        | MEM XV/5, p. 31-34      |
| Pas sobre Ave maris stella                     | Re m                        | MEM XV/6, p. 35-40      |
| Pas sobre Salve Regina                         | Re m                        | MEM XV/7, p. 41-46      |
| Rondó                                          | Do M                        | MEM XV/15, p. 81-83     |
| Rondó                                          | Fa M                        | MEM XV/16, p. 84-88     |
| Rondó                                          | Sol M                       | MEM IV, p. 257-263      |
| Sonata                                         | La M                        | MEM IV/I, p. 222-226    |
| Sonata                                         | LA M                        | MEM IV/II, p. 227-230   |
| Sonata                                         | Do M                        | MEM IV/III, p. 231-235  |
| Sonata                                         | Fa M                        | MEM IV/IV, p. 236-238   |
| Sonata                                         | Fa M                        | MEM IV/V, p. 239-242    |
| Sonata                                         | Fa M                        | MEM IV/VI, p. 243-246   |
| Sonata Cantabile                               | Re M                        | MEM IV/VII, p. 247-250  |
| Sonata                                         | Si {\displaystyle \flat } M | MEM IV/VIII, p. 251-256 |
| Sonata                                         | Do M                        | MEM XV/32 p. 167-176    |
| Sonata                                         | Re M                        | MEM XV/33, p. 177-182   |
| Sonata                                         | Re M                        | MEM XV/34, p. 183-187   |
| Sonata                                         | Re M                        | MEM XV/35, p. 188-192   |
| Sonata                                         | Do M                        | MEM XV/36, p. 193-196   |
| Sonata                                         | Do M                        | MEM XV/37, p. 197-202   |
| Sonata                                         | Si {\displaystyle \flat } M | MEM XV/38, p. 203-207   |
| Sonata                                         | Do m                        | MEM XV/39, p. 208-211   |
| Sonata sobre el Sacris                         | Re M                        | MEM XV/23, p. 116-122   |
| Sonata sobre el Pange lingua                   | Do M                        | MEM XV/24, p. 123-126   |
| Sonata sobre el Pange lingua                   | Re M                        | MEM XV/25, p. 127-130   |
| Sonata de clarins                              | Re M                        | MEM XV/26, p. 131-141   |
| Sonata de clarins                              | Re M                        | MEM XV/27, p. 142-149   |
| Sonata de clarins                              | Re M                        | MEM XV/28, p. 150-153   |
| Sonata de clarins                              | Re M                        | MEM XV/29, p. 154-156   |
| Sonata de corneta i clarins                    | Re m                        | MEM XV/30, p. 157-161   |
| Sonata de clarins                              | Re m                        | MEM XV/31, p. 162-166   |
| Versos per a les completes, Vuitè to, punt alt | -                           | MEM XV/40, 212-221      |
| Versos per a la Tèrcia, Cinquè to              | -                           | MEM XV/41, p. 222-227   |

### Obra vocal
L'obra vocal encara està completament editada, tanmateix reproduïm al dessota la llista de les obres publicades en els volums XI i XII de la col·lecció Mestres de l'Escolania de Montserrat. Les 18 primeres obres, corresponents als responsoris de Setmana Santa, no estàn publicats en aquest volums i, per tant, s'inclou el número de pàgina de l'edició pràctica (EP). Es conserven 63 obres vocals publicades de Casanoves:
| Obra                                       | Veus i instrumentació                           | Lloc de publicació  |
| ------------------------------------------ | ----------------------------------------------- | ------------------- |
| Amicus meus                                | 4 veus i acompanyament                          | EP, p. 1-6          |
| Iudas mercator pessimus                    | 4 veus i acompanyament                          | EP, p. 7-11         |
| Unus ex discipulis meis                    | 4 veus i acompanyament                          | EP, p. 13-16        |
| Eram quasi agnus                           | 4 veus i acompanyament                          | EP, p. 17-22        |
| Una hora                                   | 4 veus i acompanyament                          | EP, p. 23-28        |
| Seniores populi                            | 4 veus i acompanyament                          | EP, p. 29-34        |
| Tamquam ad latronem                        | 4 veus i acompanyament                          | EP, p. 35-42        |
| Tenebrae factae sunt                       | 4 veus i acompanyament                          | EP, p. 43-50        |
| Animam mena dilectam                       | 4 veus i acompanyament                          | EP, p. 51-58        |
| Tradiderunt                                | 4 veus i acompanyament                          | EP, p. 59-65        |
| Iesum tradidit                             | 4 veus i acompanyament                          | EP, p. 67-72        |
| Caligaverunt                               | 4 veus i acompanyament                          | EP, p. 73-78        |
| Recessit pastor noster                     | 4 veus i acompanyament                          | EP, p. 79-86        |
| O, vos omnes                               | 4 veus i acompanyament                          | EP, p. 87-91        |
| Ecce quomodo moritur iustus                | 4 veus i acompanyament                          | EP, p. 93-100       |
| Astiterunt reges terrae                    | 4 veus i acompanyament                          | EP, p. 101-106      |
| Aestimatus sum                             | 4 veus i acompanyament                          | EP, p. 107-110      |
| Sepulto Domino                             | 4 veus i acompanyament                          | EP, p. 111-116      |
| Benedictus Dominus                         | 4 veus i acompanyament.                         | -                   |
| Dixit Dominus                              | 7 veus i acompanyament                          | MEM XII, p. 1-6     |
| Confitebor                                 | 7 veus i acompanyament                          | MEM XII, p. 6-11    |
| Beatus vir                                 | 7 veus i acompanyament                          | MEM XII, p. 12-19   |
| Laudate pueri                              | 7 veus i acompanyament                          | MEM XII, p. 20-24   |
| Magnificat                                 | 7 veus i acompanyament                          | MEM XII, p. 25-30   |
| Laetatus sum                               | 7 veus i acompanyament                          | MEM XII, p. 31-35   |
| Nisi Dominus                               | 7 veus i acompanyament                          | MEM XII, p. 36-40   |
| Laudate pueri                              | 2 veus (Triple i contralt) i acompanyament      | MEM XII, p. 41-51   |
| Beati omnes                                | 3 veus (Tiple, Contralt i Baix) i acompanyament | MEM XII, p. 52-60   |
| Laudate pueri                              | 7 veus i instruments (violins i trompes)        | MEM XII, p. 61-85   |
| Magnificat                                 | 5 veus (Tiple solista i cor) i acompanyament    | MEM XII, p. 86-95   |
| Magnificat                                 | 5 veus (Tiple solista i cor) i acompanyament    | MEM XII, p. 96-106  |
| Magnificat                                 | 5 veus (Baix solista i cor) i acompanyament     | MEM XII, p. 107-121 |
| Lletania lauretana                         | 5 veus (Tiple solista i cor)                    | MEM XII, p. 122-148 |
| Gloriosae Virginis Mariae                  | 2 veus i instruments                            | MEM XI, p. 127-142  |
| Cum iucunditate                            | 3 veus i instruments                            | MEM XI, p. 143-156  |
| Corde et animo                             | 3 veus i instruments                            | MEM XI, p. 157-173  |
| Descendit de coelis                        | 2 veus i instruments                            | MEM XI, p. 36-54    |
| Beata Dei genitrix                         | 2 veus i instruments                            | MEM XI, p. 55-62    |
| Angelus ad pastores                        | 3 veus i instruments                            | MEM XI, p. 63-73    |
| Ecce Agnus Dei                             | 8 veus i orquestra                              | MEM XI, p. 74-106   |
| Beata viscera                              | 2 veus i instruments                            | MEM XI, p. 107-117  |
| In principio                               | 2 veus i instruments                            | MEM XI, p. 118-126  |
| Lamentació Et egressus est                 | 3 veus i instruments.                           | -                   |
| Lamentacio Misericordiae Domini            | 4 veus i instruments                            | -                   |
| Regina coeli                               | 4 veus i instruments                            | -                   |
| Salve Regina                               | 4 veus i instruments                            | -                   |
| Salve Regina                               | 5 veus i acompanyament                          | -                   |
| Salve Regina                               | 3 veus i acompanyament                          | -                   |
| Salve Regina                               | 5 veus i acompanyament                          | -                   |
| Salve Regina                               | 5 veus i acompanyament                          | -                   |
| Salve Regina                               | 6 veus i acompanyament                          | -                   |
| Salve Regina                               | 5 veus i acompanyament                          | -                   |
| Ave Regina coelorum                        | 6 veus i acompanyament                          | -                   |
| Lauda Sion                                 | 4 i 8 veus i acompanyament                      | MEM XI, p. 174-195  |
| Laudis thema                               | 2 veus, violó solista i acompanyament           | MEM XI, p. 196-205  |
| Transiturus                                | 6 veus i acompanyament                          | MEM XI, p. 206-211  |
| Ego sum                                    | 2 veus i acompanyament                          | MEM XI, p. 212-217  |
| O, quam suavis                             | 2 veus i acompanyament                          | MEM XI, p. 218-221  |
| Genitori                                   | 2 veus i acompanyament                          | MEM XI, p. 222-223  |
| Genitori                                   | 3 veus i acompanyament                          | MEM XI, p. 224-226  |
| Genitori                                   | 3 veus i acompanyament                          | MEM XI, p. 227-229  |
| Tantum ergo                                | 4 veus i acompanyament                          | MEM XI, p. 230-232  |
| Salm invitatori per a la Nativitat i Nadal | 4 i 8 veus i instruments                        | MEM XI, p. 1-35     |
| Missa                                      | 6 veus i acompanyament.                         | -                   |